# التراث المغربي

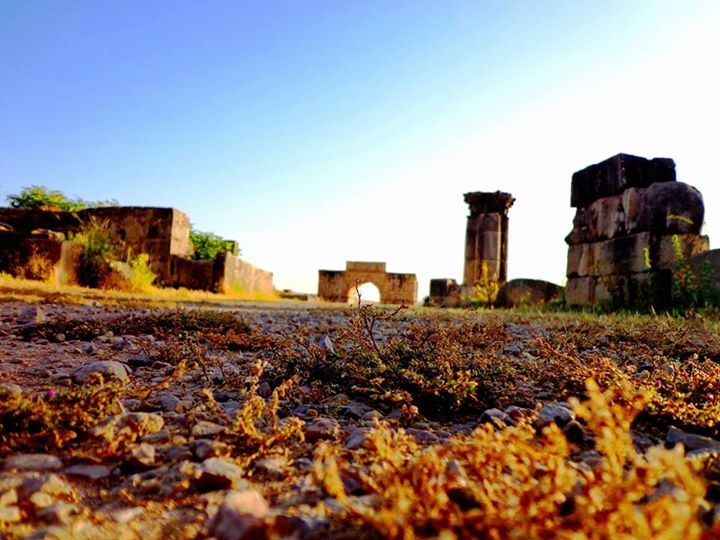
صورة بعيدة وليلي

التراث المغربي هو إرث الأجيال السابقة في مختلف الميادين الفكرية والأدبية والتاريخية والأثرية والمعمارية ويعتبر المغرب من أكثر الدول المحافظة على تراثها الوطني والعالمي حيث صادق المغرب على إتفاقية سنة 1975، وانتخب عضوا في لجنة التراث العالمي سنة 1995 تتعلق بالتراث العالمي الموجود في مختلف المدن المغربية ثم أصبح المغرب عضوا بمكتب التراث العالمي سنة 1996 وقد ثم تسجيل العديد من المواقع المغربية في لائحة التراث العالمي، معظمها في المدن القديمة والعتيقة وليلي وليكسوس.

## التراث الثقافي المغربي في عهد الفينيقيين و القرطاجيين والرومان
يمكن التمييز بين مجموعة من أنواع التراث المغربي:
- تراث مادي :

1. مواقع أركيولوجية

- مواقع أثرية تعود لفترة ماقبل التاريخ توجد مجموعة من هذه المواقع بسلا، دار بوعزة بالدار البيضاء، تافوغالت بالشرق، و موقع مزورة قرب أصيلا بالشمال.
- مواقع أثرية للعهد الفينيقي والروماني من بينها موقع وليلي المسجل ضمن التراث العالمي منذ 1977، وليكسوس وموغادور.
- مواقع أثرية تؤرخ للفترة الإسلامية: توجد هذه المواقع بكل من القصر الكبير، باديس وبليونش في الشمال، وبالمدن العتيقة

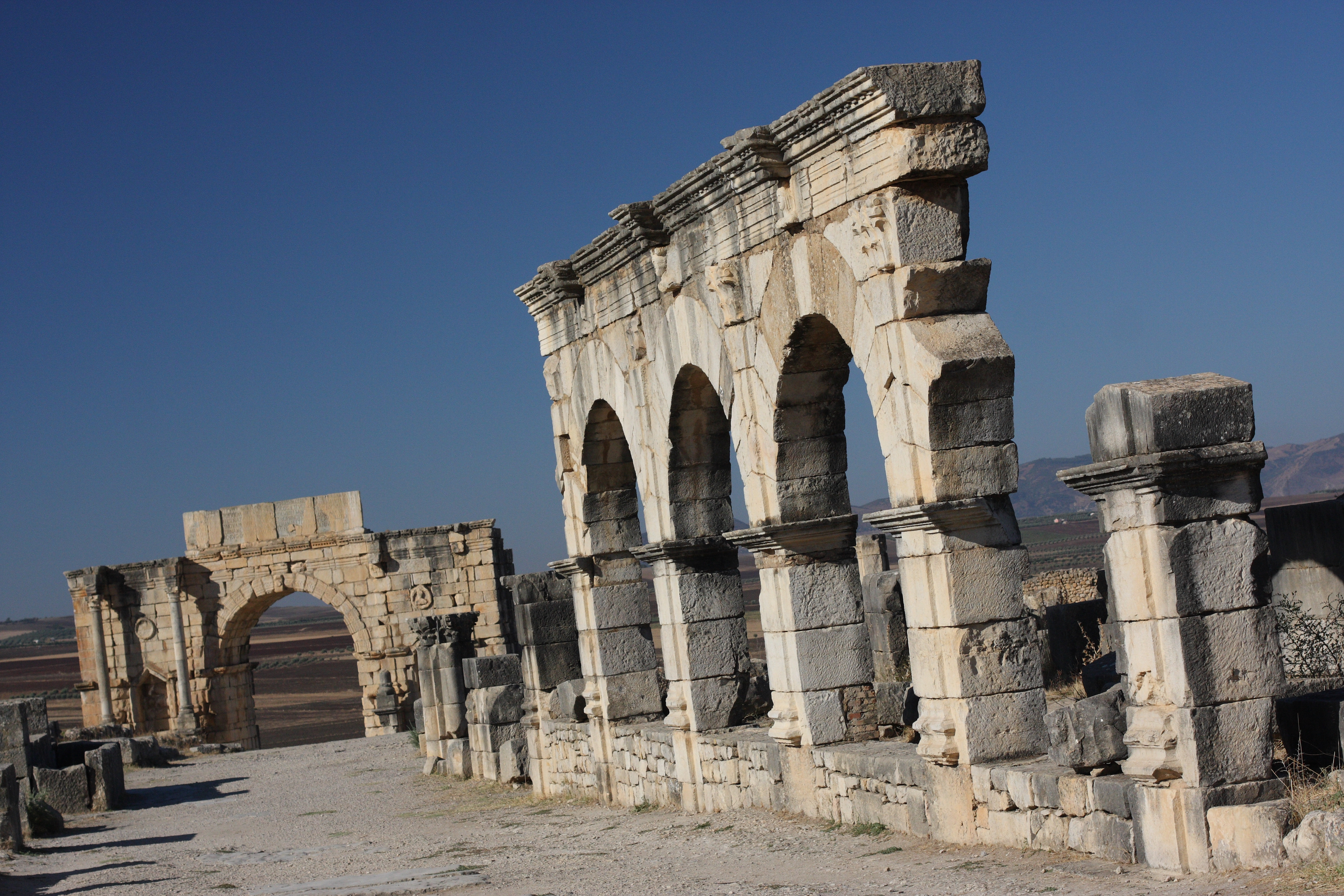
وليلي
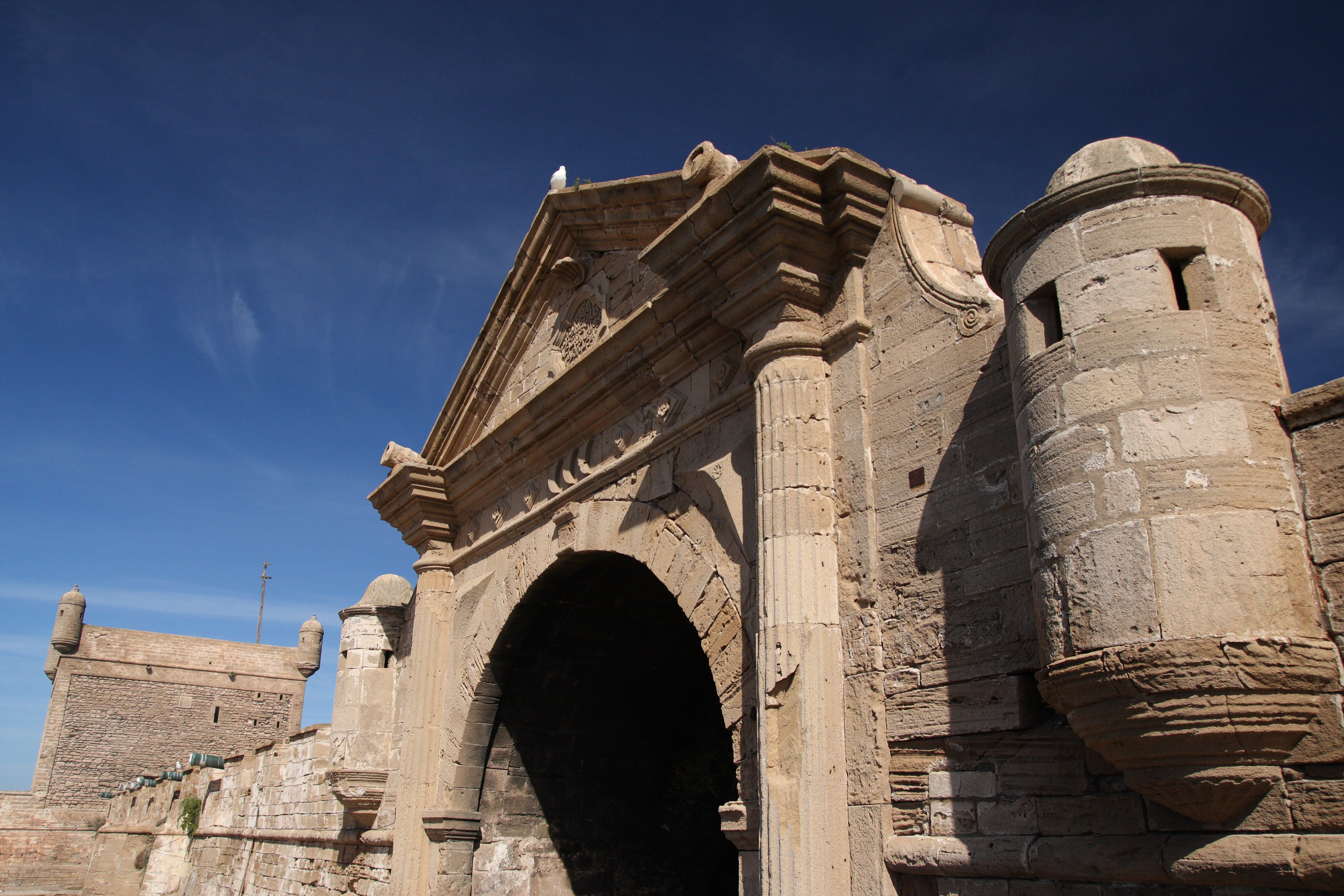
حصن موغادور
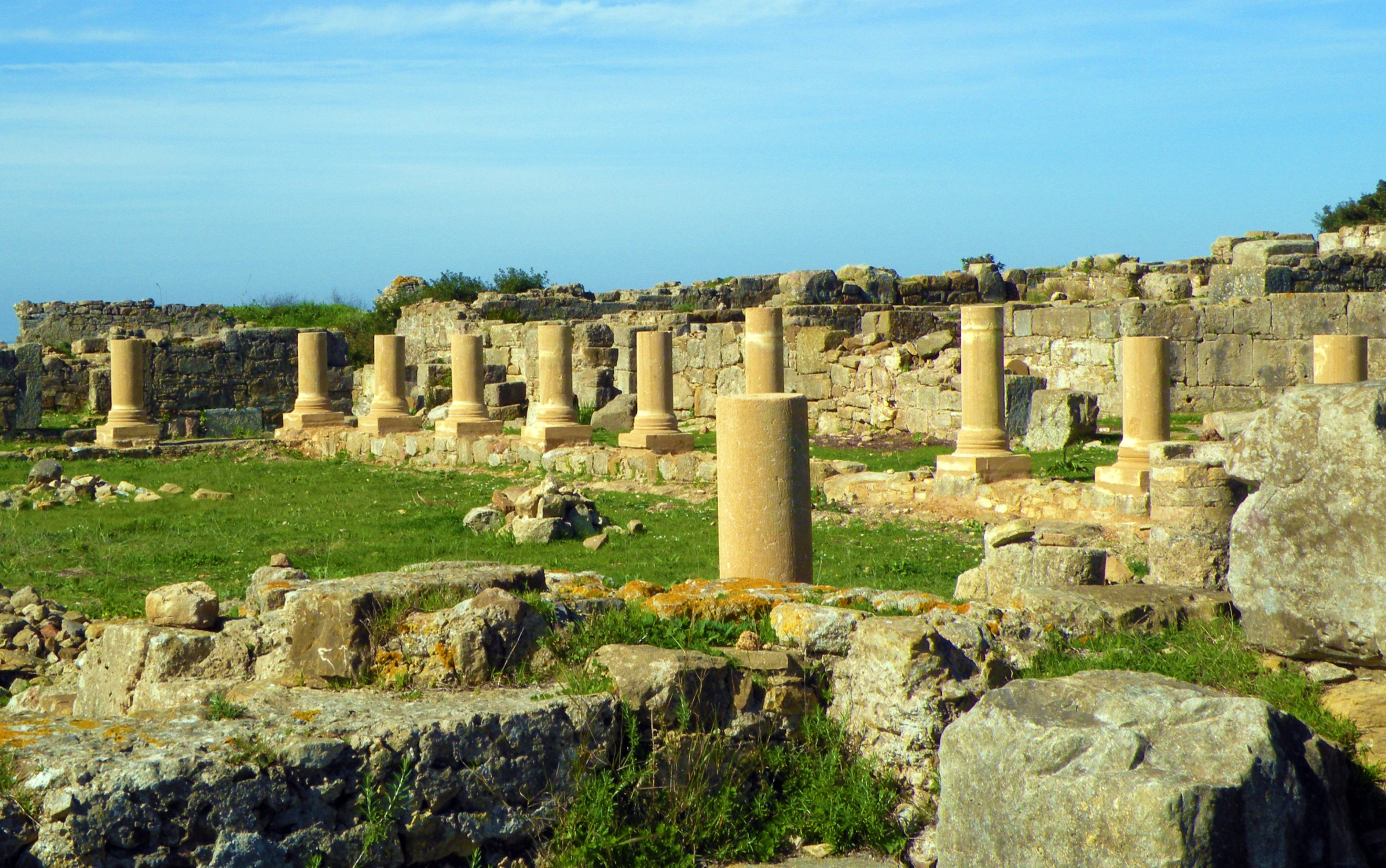
ليكسوس

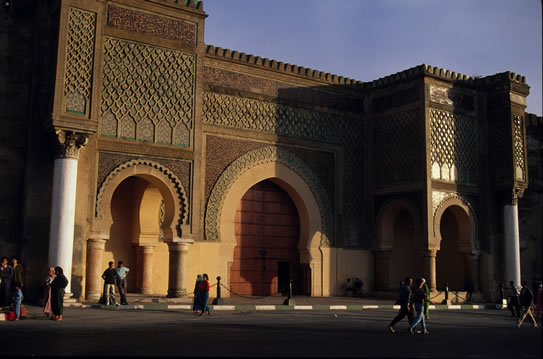
تراث مبني :يوجد بالمغرب خمس مدن مصنفة عالميا في قائمة التراث العالمي عن اليونسكو وهي: مراكش، وفاس ومكناس، وتطوان، والصويرة،.
-المساجد والمدارس : جامع القرويين ومدرسة العطارين بمدينة فاس.
-ألأبواب والقصبات: باب منصور لعلج بمكناس وباب أكناو بمراكش...
- باب أكناو
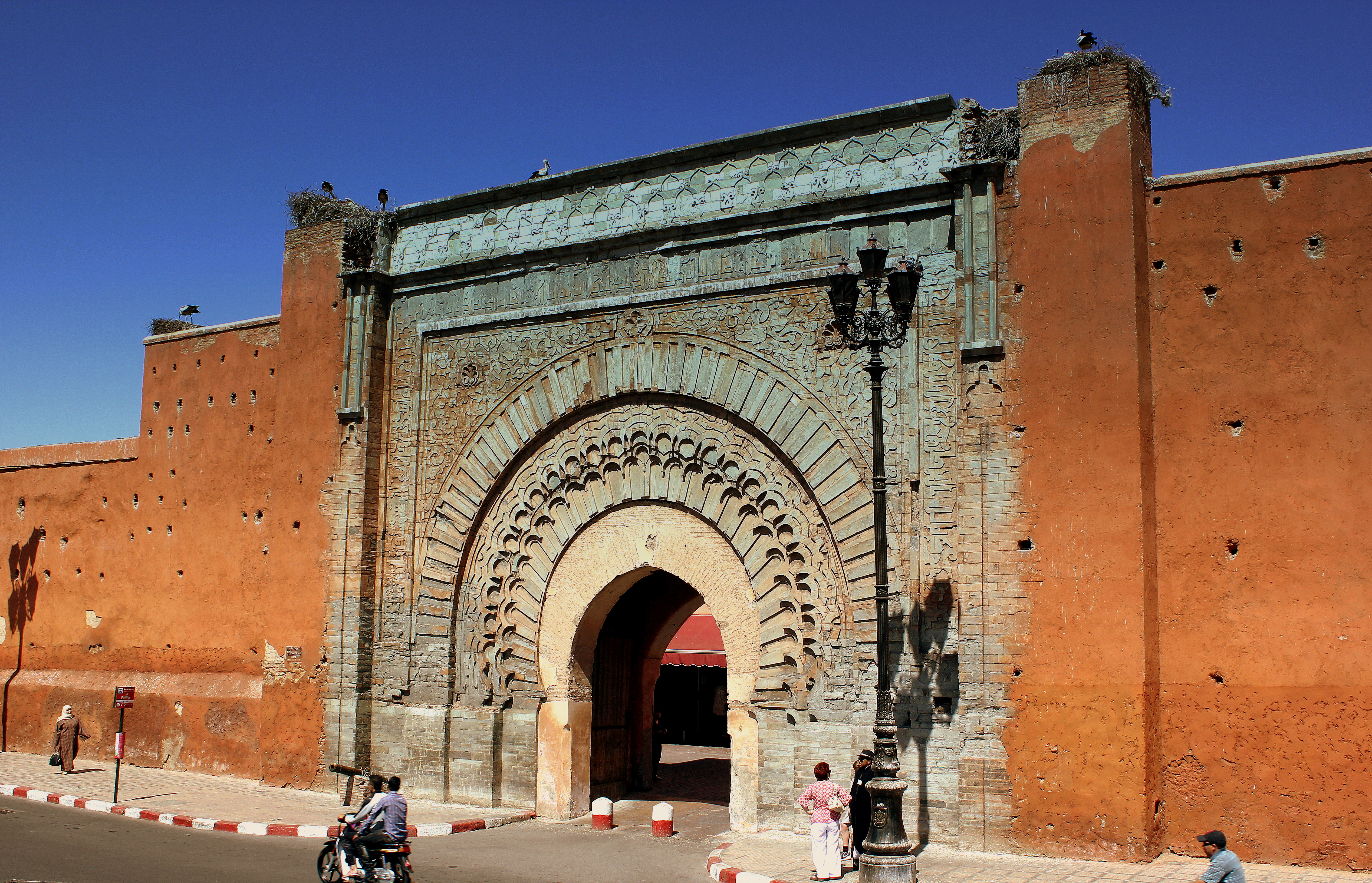
باب منصور لعلج
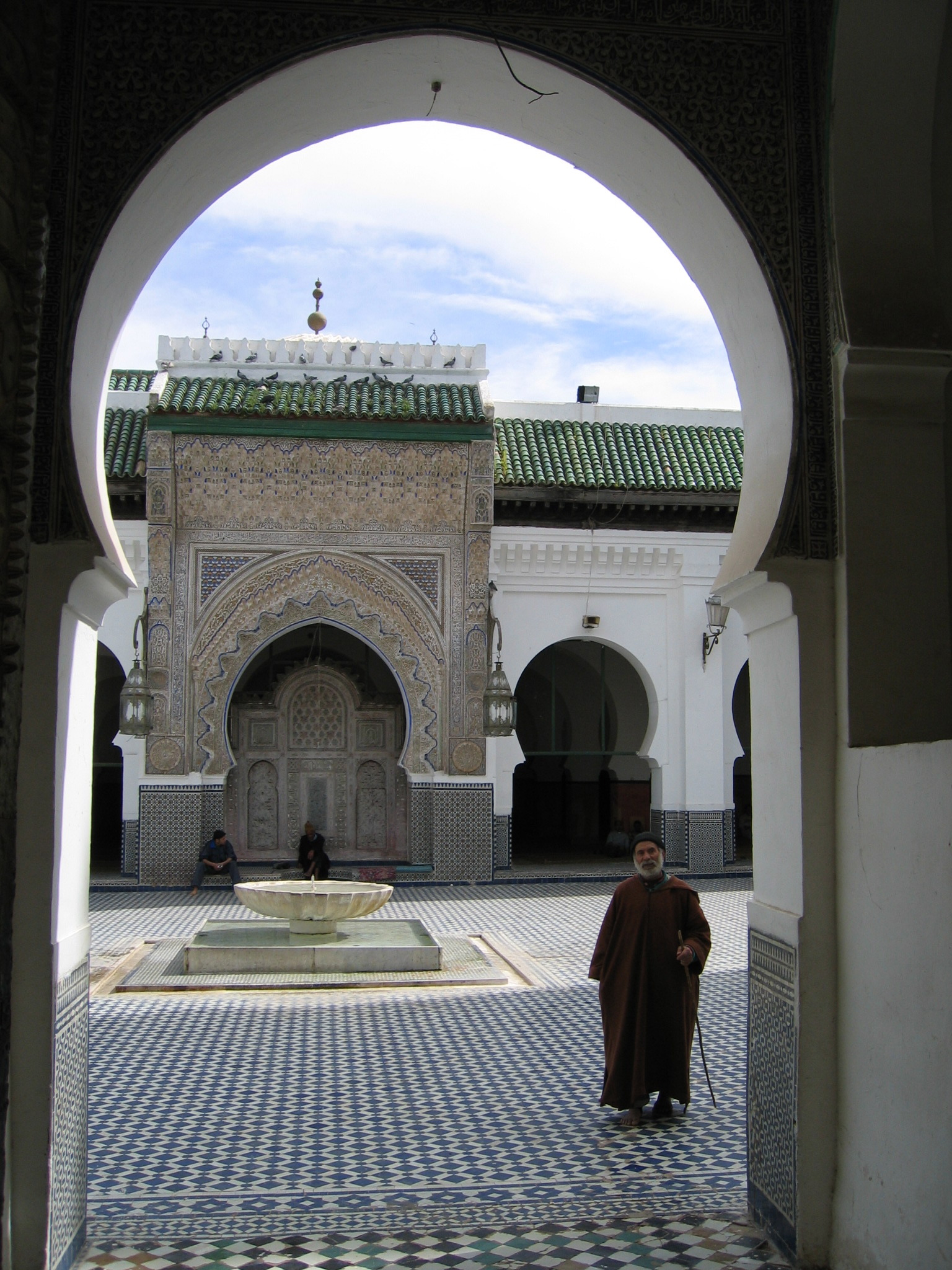
جامع القرويين
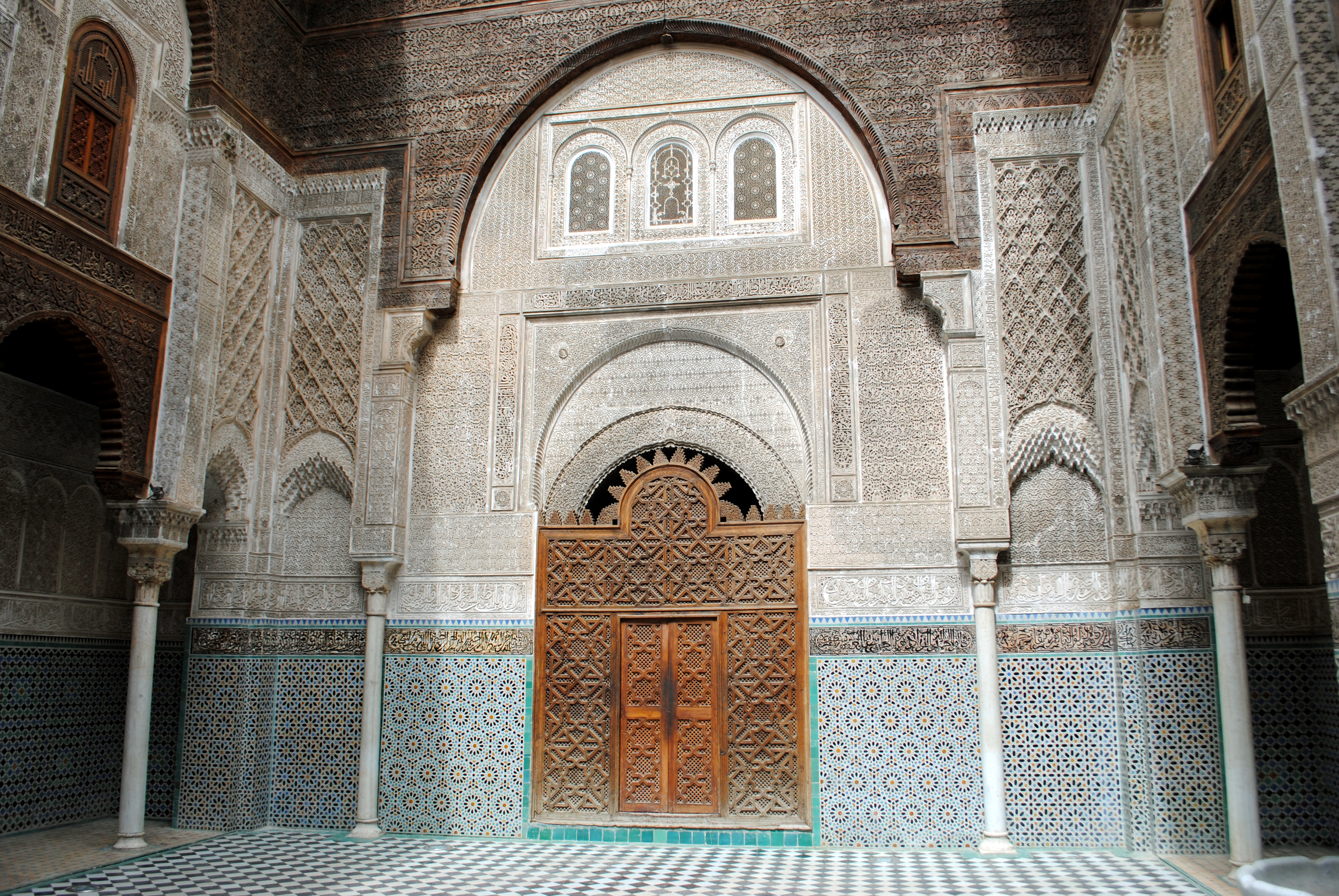
مدرسة العطارين

-تراث منقول:

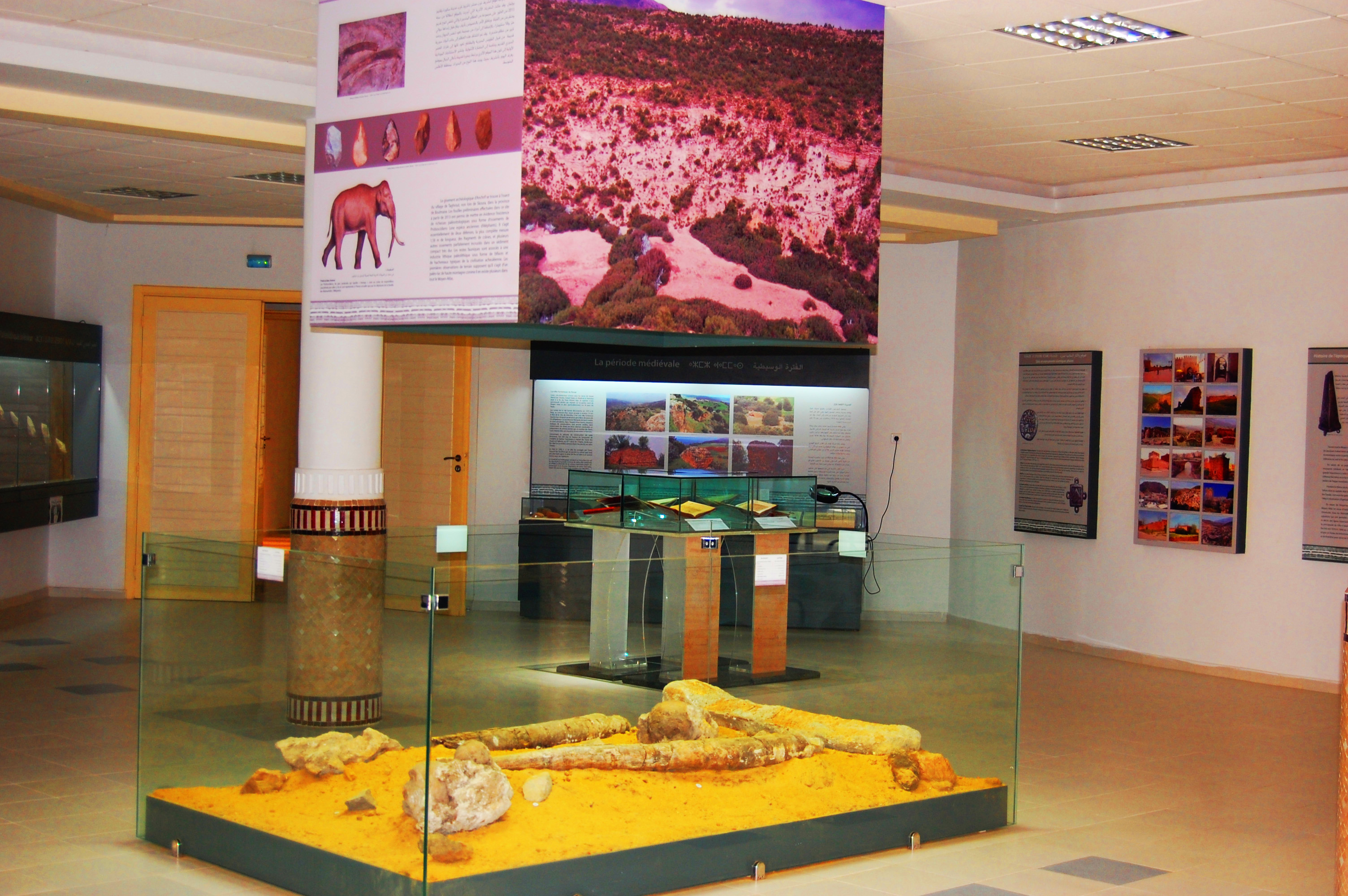
جناح التراث الأثري والمعماري بمركز التعريف بتراث الأطلس المتوسط بأزرو

يوجد بالمغرب قطع أترية متعددة ومتنوعة(نقود ووتائق وأوان خزفية...) محفوظة بمختلف المتاحف المغربية والدولية.
متحف الأسلحة بفاس، متحف الآتار بمدينة الرباط ودار السي سعيد بمراكش، ومتحف الفنون الصحراوية بالعيون..). 
- تراث غير مادي:

الموسيقى المغربية الأصيلة: موسيقى لأندلسية والطرب الغرناطي الملحون والعيطة..
-المسرح الشعبي الرقص الجماعي رقصة أحيدوس ورقصة أحواش
-وبعض العادات والتقاليد المنتشرة بوسط المملكة وجنوب الأقاليم الصحراوية
ساحة جامع الفنا بمدينة مراكش المسجلة ضمن التراث الشفوي الإنساني من طرف.

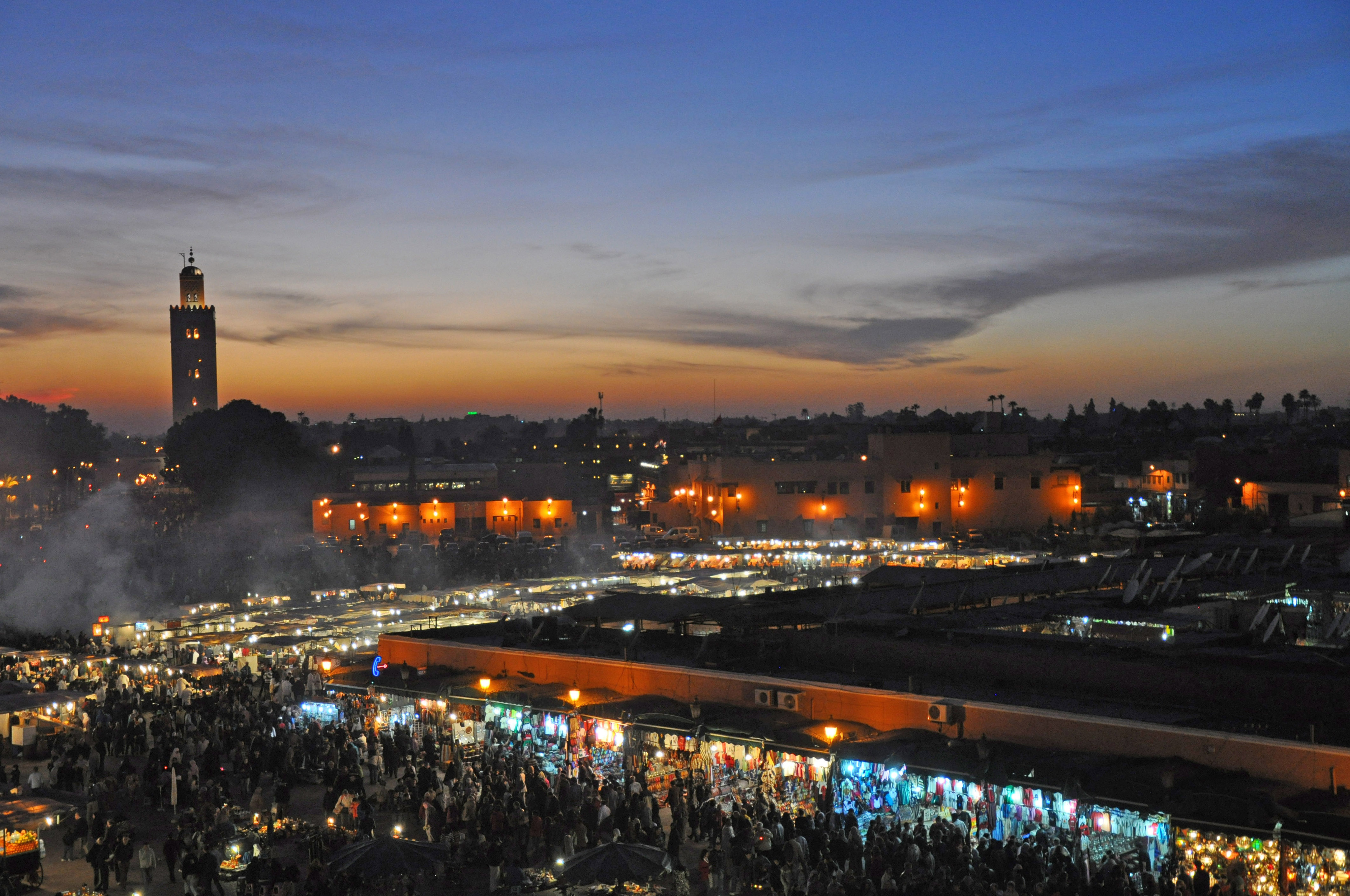
ساحة جامع الفنا
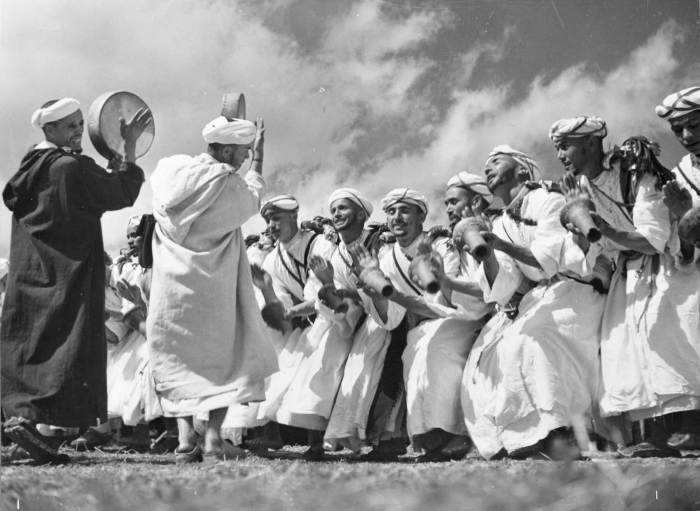
أحواش
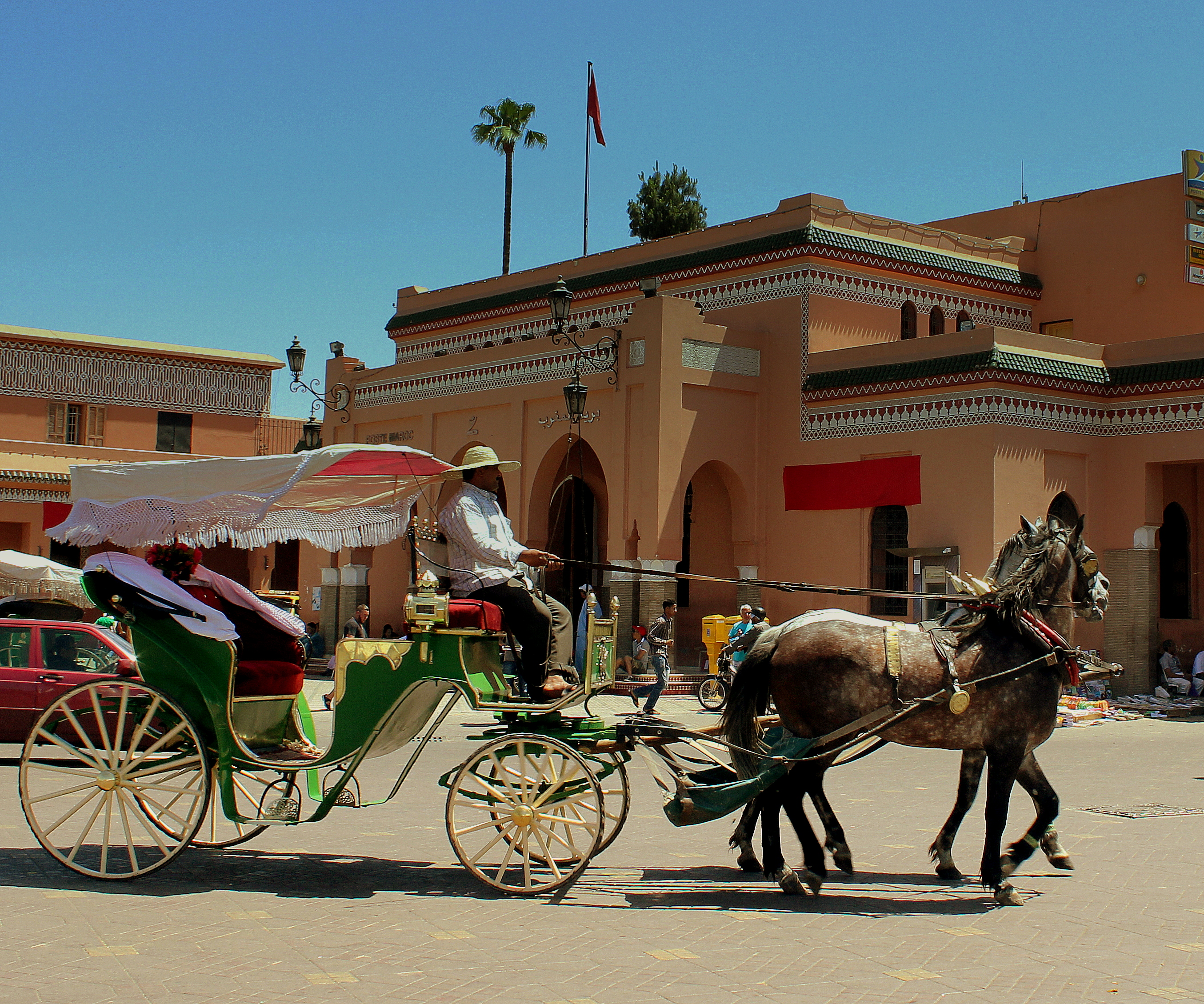
جامع الفنا